# Ben Thomas
Pour les articles homonymes, voir Thomas (nom de famille).

a Compétitions nationales et continentales officielles uniquement.

b Matchs officiels uniquement.
Dernière mise à jour le 19 janvier 2025.
Ben Thomas, né le 25 novembre 1998 à Cardiff (Pays de Galles), est un joueur international gallois de rugby à XV évoluant aux postes de centre, d'arrière ou de demi d'ouverture à Cardiff Rugby.

## Biographie
Ben Thomas est le fils du boxeur Pat Thomas (en), qui a combattu entre 1970 et 1984 et qui est devenu le premier britannique d'après guerre à remporter deux titres dans différentes catégories de poids. Il étudie à la Corpus Christi School, puis au Cardiff and Vale College, dont il est le capitaine de l'équipe première de l'établissement de rugby à XV.
En 2017, il intègre le centre de formation des Cardiff Blues. En mai 2019, Thomas est élu meilleur arrivant du Championnat du pays de Galles après avoir disputé 19 rencontres avec le Cardiff Rugby Football Club, club affilié aux Cardiff Blues, et remporté la première Coupe nationale de Cardiff RFC depuis 2009. 
Après avoir disputé deux rencontres de Coupe anglo-galloise en 2017, il fait ses débuts avec l'équipe première des Cardiff Blues le 16 novembre 2019 sur le terrain de Rugby Calvisano en Challenge européen. Pour sa première titularisation, le 7 décembre 2019 contre la Section paloise, il inscrit un essai et donne une passe décisive, et est élu homme du match. 
Ben Thomas est appelé pour la première fois en équipe du pays de Galles pour la tournée estivale de 2021, et honore sa première cape le 3 juillet 2021 face au Canada. 
En juillet 2023, il prolonge son contrat avec Cardiff Rugby (ex-Cardiff Blues), malgré les intérêts des Ospreys. En décembre 2024, il prolonge à nouveau son contrat alors que ce dernier arrive à terme à l'issue de la saison.
Le 17 novembre 2024, Thomas inscrit son premier essai international dans le cadre de la réception de l'Australie.  